# AK–74
Az AK–74 (Avtomat Kalasnyikova obrazca 1974 goda; oroszul: Автомат Калашникова образца 1974 года; GRAU-kódja: 6P20) – eredetileg szovjet gyártású – gépkarabélytípus, a Kalasnyikov-fegyvercsaládba tartozik. A fegyvert számos országban alkalmazzák.

## Története
Az 1970-es évek elején a Szovjet Hadsereg átállt a régebbi, 7,62×39 mm-es (43M) lőszerről az új 5,45×39 mm-es (74M) típusú köztes lőszer használatára. A fegyvert a Szovjet Hadseregnél az 1970-es évek végére rendszeresítették.

## Műszaki jellemzők
Az AK–74 gépkarabély forgózárfejes reteszelésű szerkezete megegyezik az AKM gépkarabéllyal. Az amerikaiak 5,56×45 mm-es lövészlőszerre való áttérését követően a szovjetek is kifejlesztették a maguk változatát, ez lett az 5,45×39 mm-es AK–74. Az új, kiskaliberű lőszerre való áttérést Mihail Tyimofejevics Kalasnyikov, a fegyver tervezője ellenezte. Az AK–74 szerkezetileg azonos a korábbi 7,62×39 mm-es AKM-mel, csak külsőleg különbözőek egymástól, például: kevésbé ívelt műanyag tár és egy nagyméretű csőszájfékben térnek el egymástól. Az új, 5,45×39 mm-es lőszer mivel üreges, becsapódáskor az emberi testben bukdácsolni kezd és ezzel nagyon súlyos sérülést okoz. Ezenkívül nagyobb (egészen 1000 m/s-ig terjedő) sebességre is képes, és emiatt a lövedék röppályája jobban közelít a vízszinteshez. Az áthatoló képesség nincs akkora, mint a 7,62-es lőszernél, de a hatás legalább olyannyira pusztító. A vietnámi háborút követő években a szovjet haderő elemzői ráébredtek a kisebb méretű lövedékek előnyeire. Vietnámban az amerikai hadsereg a nehéz, 7,62 mm-es M14-es használatáról átállt a könnyebb 5,56 mm-es M16A1-es gépkarabély használatára. Néhány ilyen fegyver szovjet kézbe kerülése után megkezdődtek a vizsgálatok. Az elemzések eredménye enyhén szólva is meggyőző volt. A legfontosabb érv a fegyver mellett az, hogy a kisebb méretű lövedék kisebb visszaható erőt okoz, ami magával vonta a katonák kiképzési idejének megrövidülését is. Ez a szűkös katonai költségvetés miatt fontossá vált, mivel hosszú kiképzésre nem volt lehetőség. A kisebb lőszerek jobb kezelhetősége nagyobb pontosságot eredményezett, ami növelte az első lövés találatának valószínűségét. További előnye, hogy a katonák majdhogynem kétszer annyi lőszert magukkal vihettek, mivel az új, kisebb lőszer tömege alig fele a régebbi nagyobb, nehezebb típusnak. Az 1990-es évek végétől a fegyver továbbfejlesztett változatait, az AK–100-as szériát gyártják. A fegyverre felszerelhető akár egy GP–25-ös szovjet gránátvető is.

## Típusváltozatok
- AK–74 – alapváltozat
- AKSZ–74 – Az AK-74 behajtható válltámasszal készített változata (a típusjelben az SZ betű jelentése: szkladivajuscsij, magyarul: behajtható)
- AKSZ–74U – Az AKSZ–74-es rövid csövű változata, melyet a légidesszantosok és harcjárművek kezelőszemélyzete számára fejlesztettek ki. 1979-től gyártják.
- AK–74M – Az AK–74 modernizált változata, a faburkolatú műanyagból készült markolatot és válltámaszt polimerből készített alkatrészekkel cserélték le.

## Harci alkalmazás
- Irak és egyéb Közel-Keleti konfliktusok
- Csecsenföldi háborúk
- Délszláv háború (1990-1998)

## Lásd még
- AK–47
- AK–63
- AKSZ–74U
- AKM
- RPK–74
- 5,45×39 mm